# Complejo Cantarell

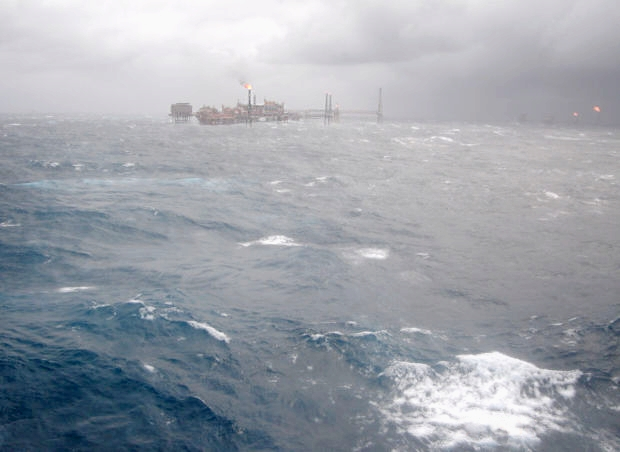
Parte del Complejo Cantarell costa afuera.

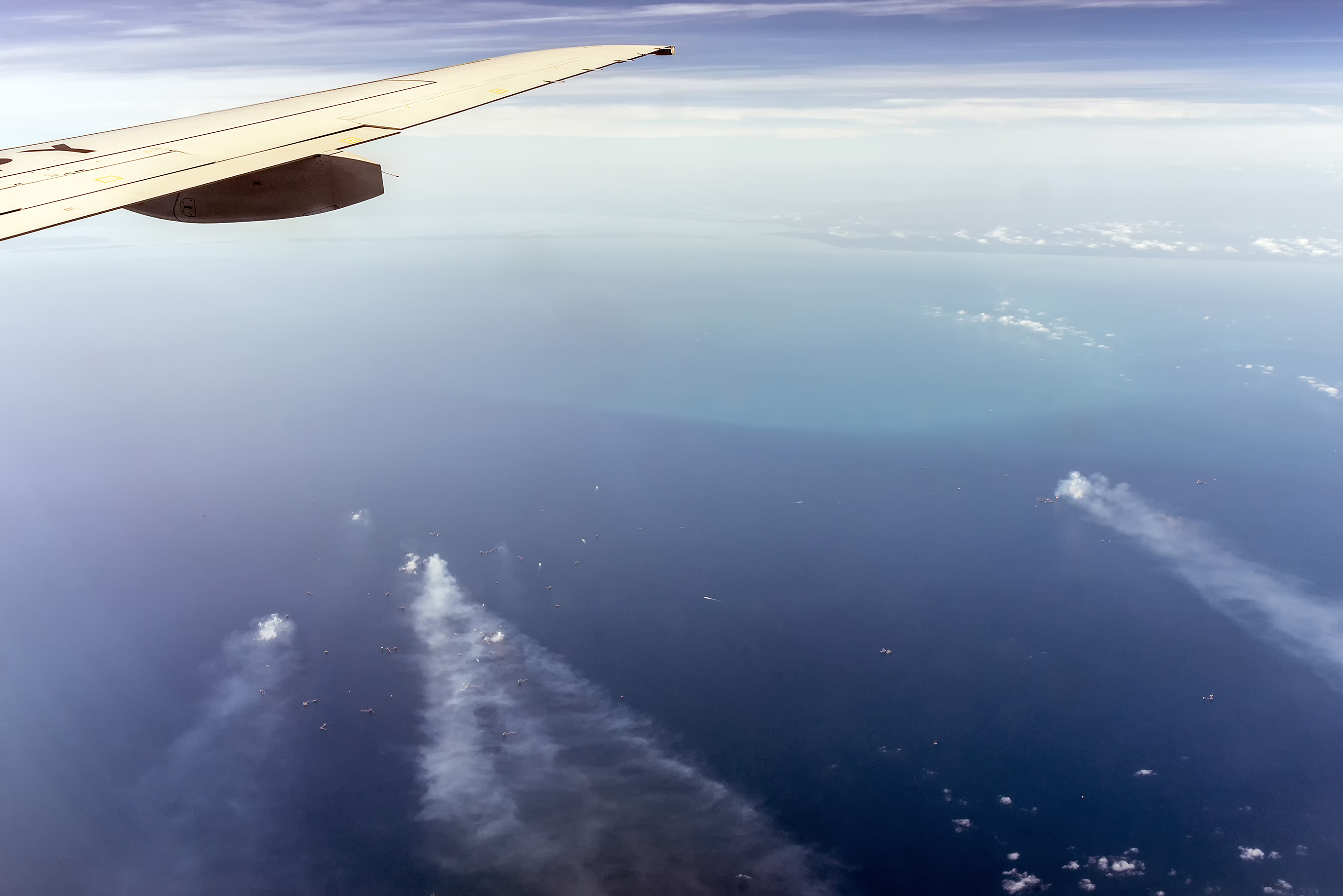
Cantarell

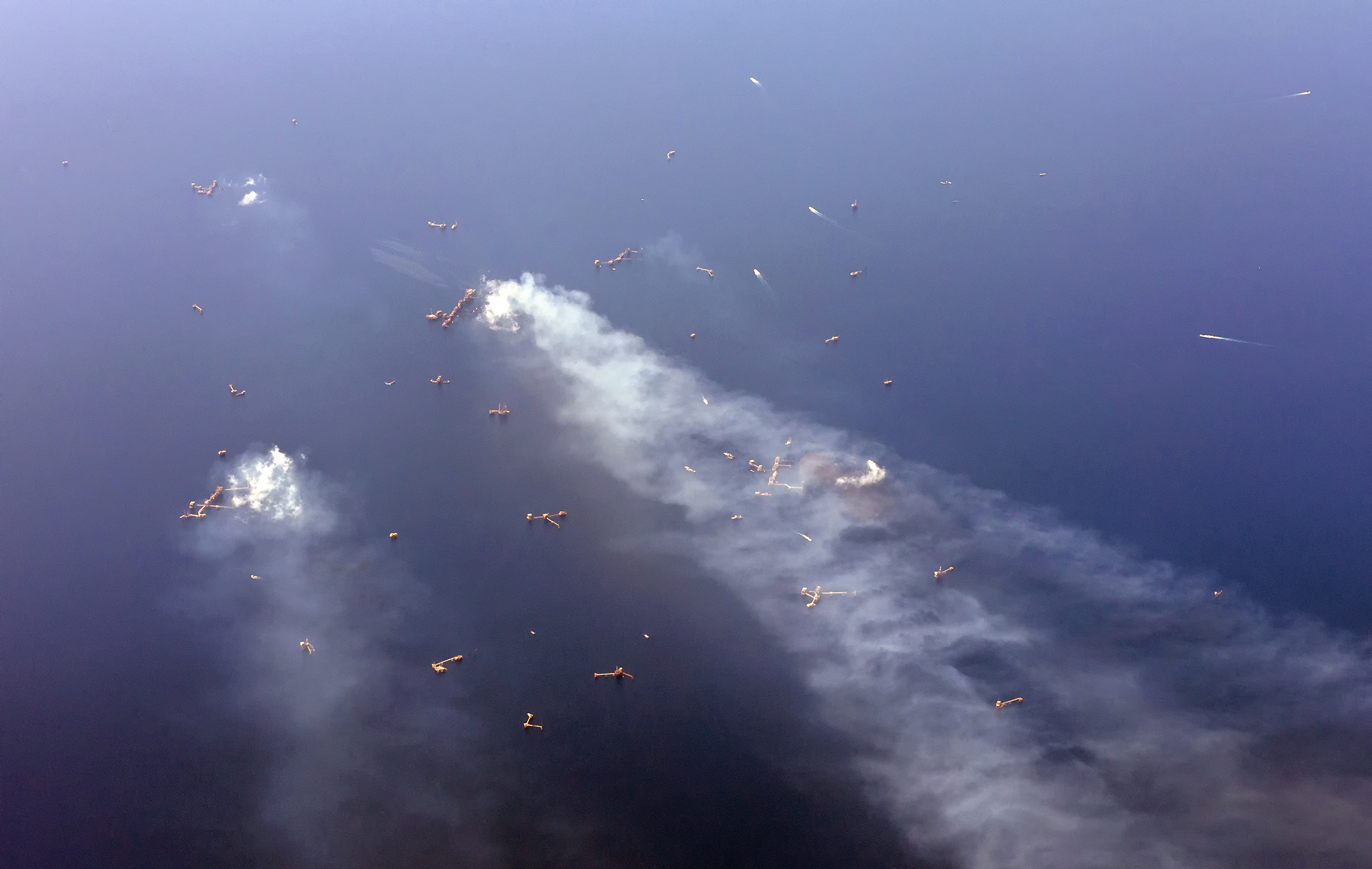
Cantarell

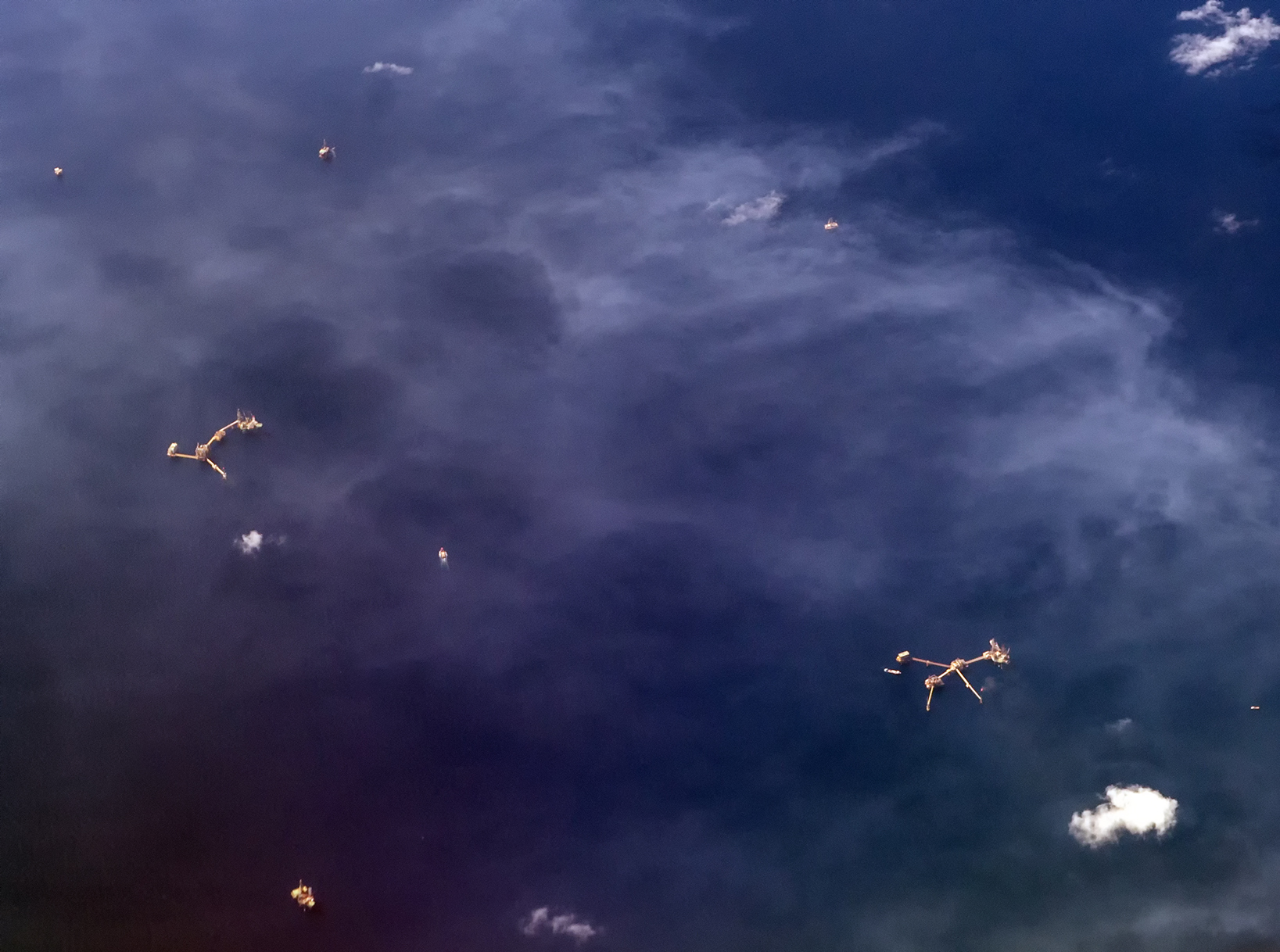
Cantarell

El Complejo Cantarell es un yacimiento de petróleo mexicano, considerado uno de los más importantes a nivel mundial, ubicándose en segundo lugar, tan solo superado por el Complejo Ghawar, en Arabia Saudita. La historia de este campo petrolero se remonta a marzo de 1971, cuando Petróleos Mexicanos exploró una mancha de aceite que brotaba de las profundidades del mar de la Sonda de Campeche descubierta por el pescador Rudesindo Cantarell diez años antes. Ocho años después, comenzó a operar el primer pozo de producción, el cual fue llamado Chac, el dios maya de la lluvia.
Actualmente Cantarell es el segundo campo petrolero del tipo costa afuera más grande del planeta, superado a partir del 6 de enero de 2002, por el campo mexicano del mismo tipo Ku-Maloob-Zaap.
Cantarell fue el complejo petrolero más importante de ese país y uno de los más importantes del mundo, generó durante décadas las dos terceras partes del petróleo que se produjo en México, lo que ha representado una gran fuente de riqueza para el país. Cantarell inició operaciones en 1979.

## Historia

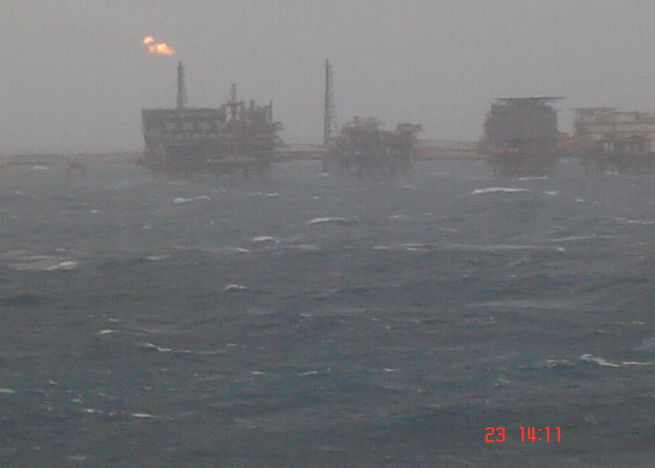
Parte del Complejo Cantarell.

Ha aportado desde su descubrimiento 13 400 billones de botes  (cifra julio de 2009), y está formado por los campos verdes Nohoch, Chac, Akal, Kutz, Ixtoc y Sihil. Está ubicado en la Sonda de Campeche, a 85 km de Ciudad del Carmen, Campeche, México. Su producción actual es de 137000 barriles diarios (2024). 
El lugar donde yace el petróleo está formado por Brecha Carbonatada del Cretácico superior, escombros del impacto del asteroide que creó el cráter Chicxulub. Este complejo es una ciudad en el mar con todos los servicios que hay en tierra, incluyendo un hospital y radares de alerta temprana. Cuenta en total con 190 pozos.

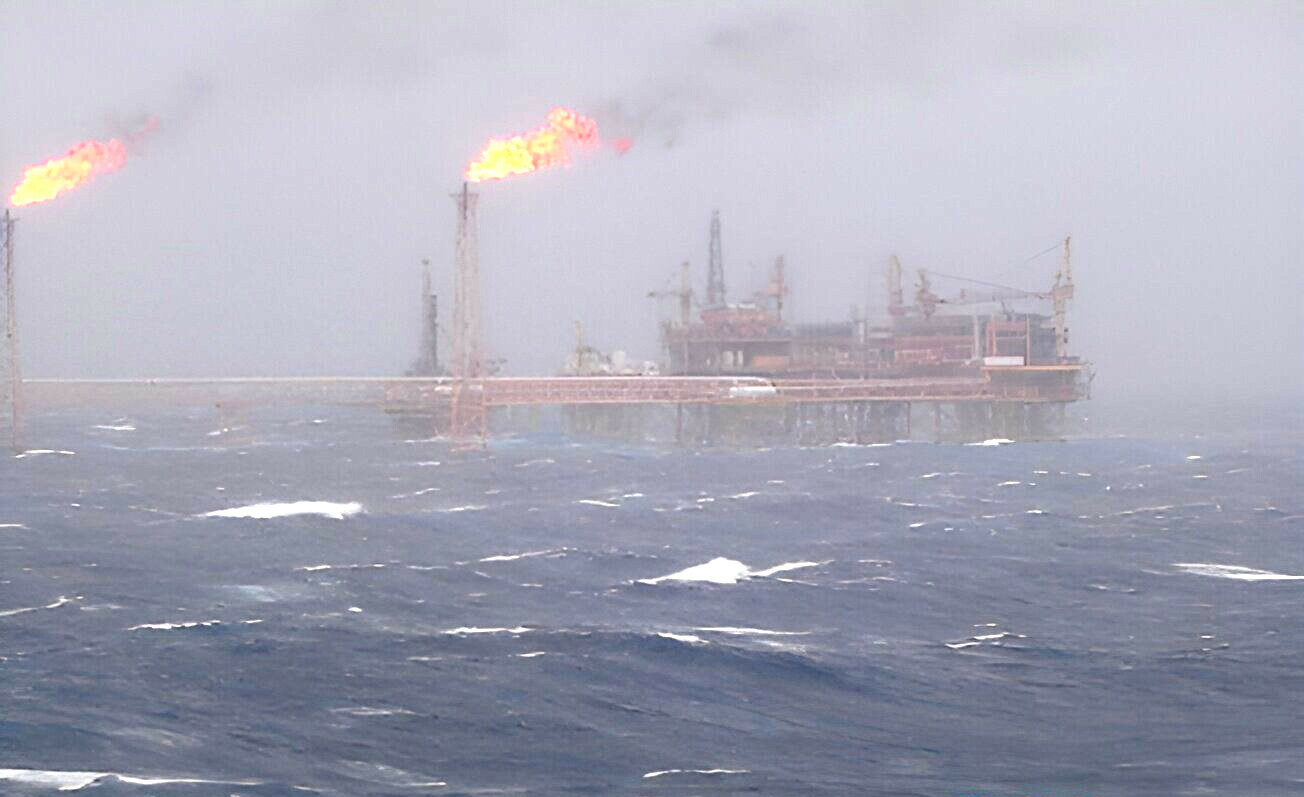
Parte del Complejo Cantarell, los quemadores de gas.

Este campo petrolero llegó a su pico de producción en 2004. El yacimiento, que está dentro los más productivos a nivel mundial, ubicándose en la tercera posición, a finales del año 2006 comienza a declinar su producción de 2 millones 33 mil barriles diarios. Los cálculos indican que la producción fue en 2006 de 1 905 000 barriles, en 2007 de 1 683 000 barriles y en 2008 de sólo 1 230 000 barriles diarios de crudo. En enero de 2017 el presidente Peña Nieto, anunció ajustes a los precios de los hidrocarburos en el país, arguyendo entre las razones que lo justifican la caída de la producción de este campo petrolero a menos de 200 000 barriles diarios.
Como parte del Proyecto de Modernización y Optimización de Cantarell, en el año 2000 se comenzó a inyectar en el yacimiento 1 200 000 m³ de nitrógeno por día para mantener la presión y evitar la caída de la producción de crudo y gas natural. Incluso se tuvo que construir una planta productora de nitrógeno para este fin. La introducción de nitrógeno trajo algunos beneficios al corto plazo, mas con el pasar del tiempo este se mezcló con el gas del yacimiento contaminando el último, y hoy Cantarell quema mucho de su gas producido porque está contaminado con nitrógeno.